# Praktsköldlav
Praktsköldlav (Parmotrema chinense) eller går bladlav är en bladlav som först beskrevs av Pehr Osbeck, och fick sitt nu gällande namn av Hale och Ahti. Praktsköldlav ingår i släktet Parmotrema, och familjen Parmeliaceae. Enligt den svenska rödlistan är arten akut hotad i Sverige. Arten förekommer i Götaland. Artens livsmiljö är skogslandskap, jordbrukslandskap, stadsmiljö.

## Bildgalleri

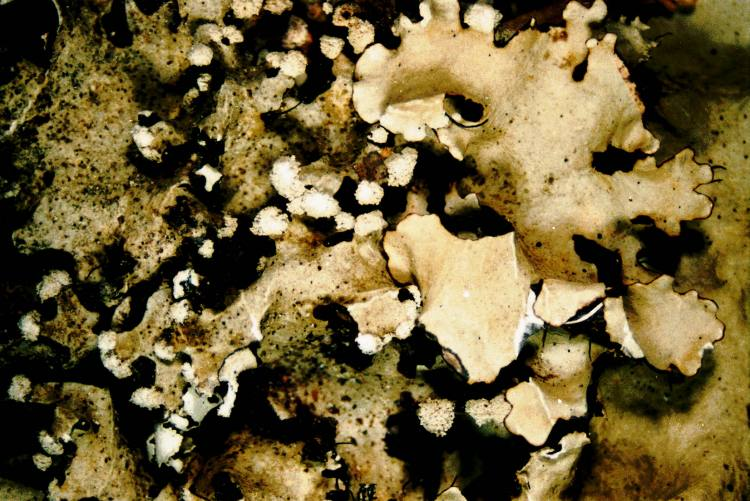
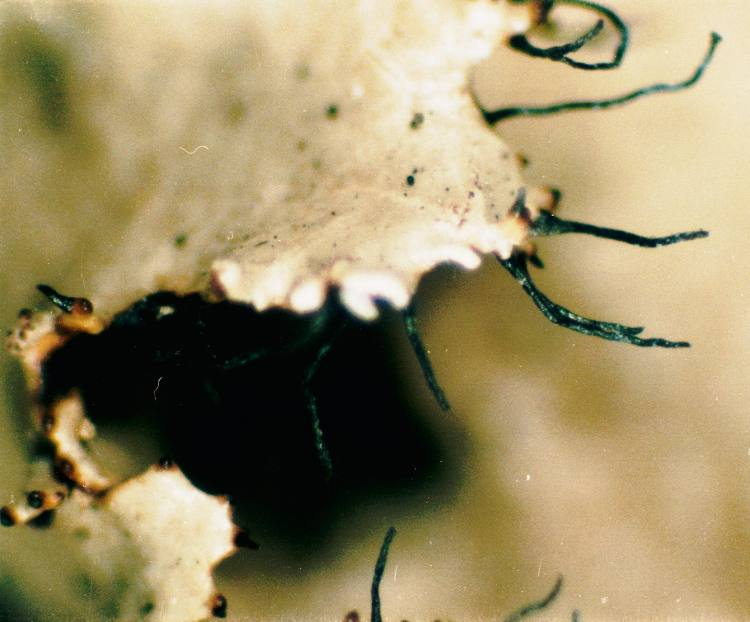
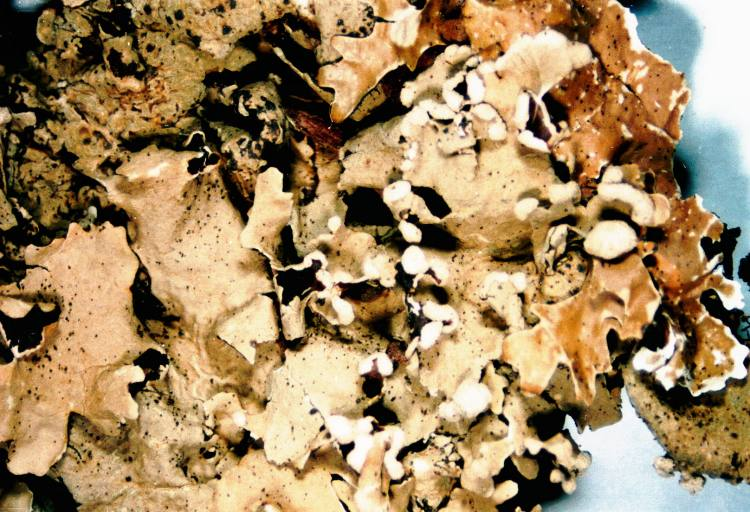
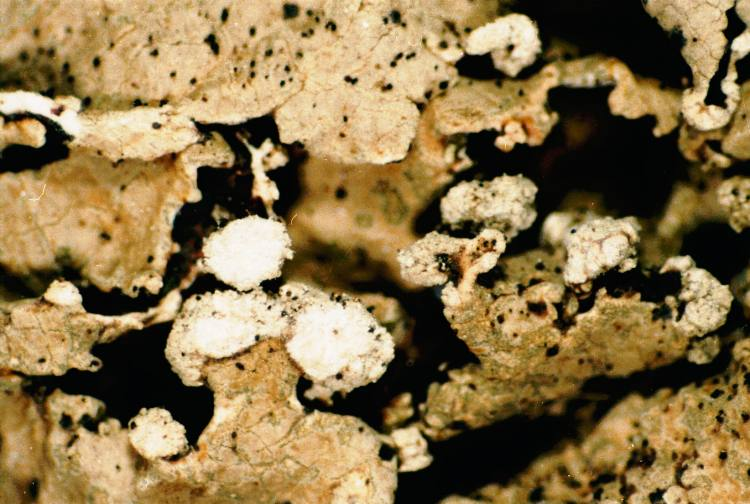
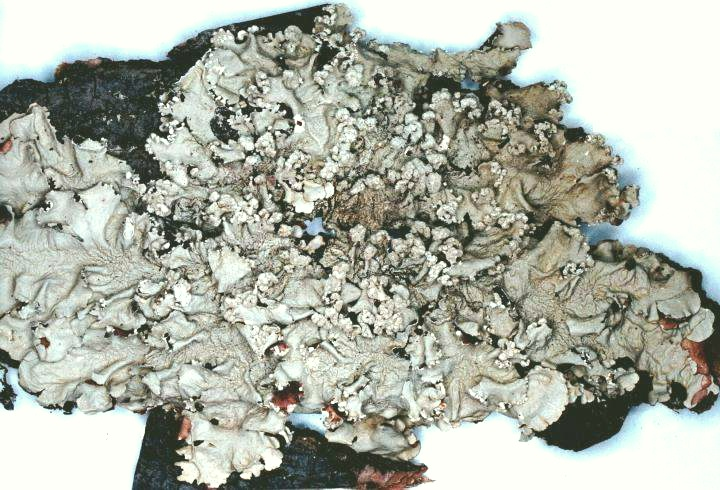
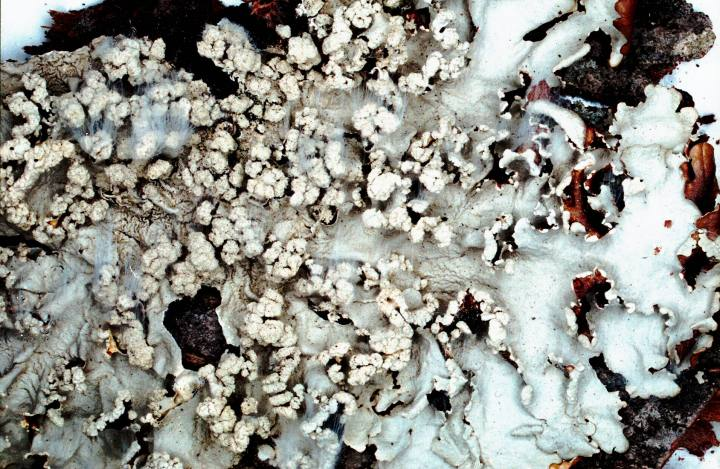
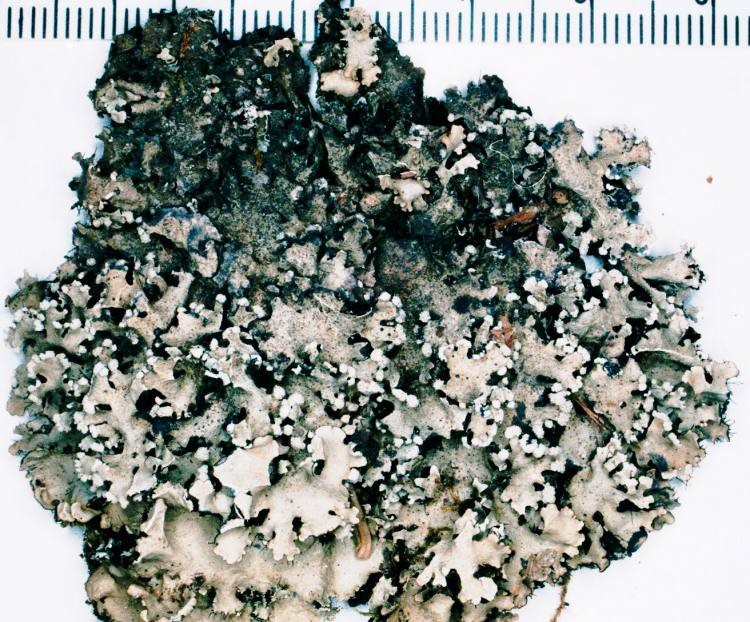
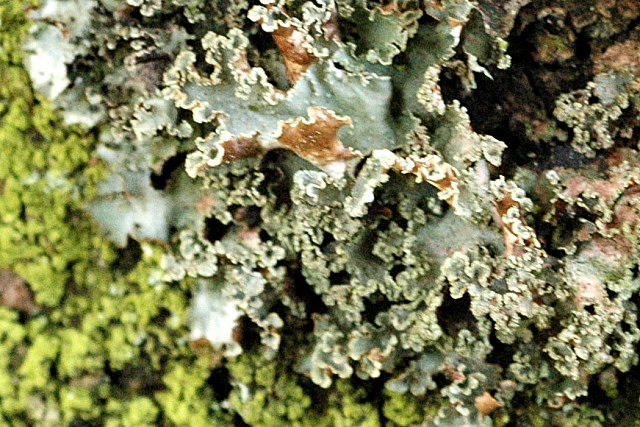
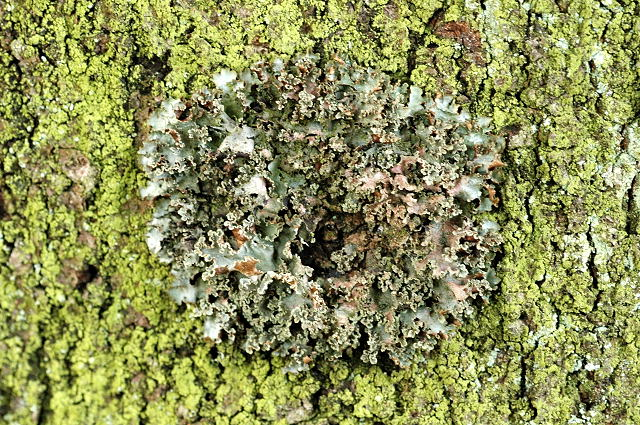
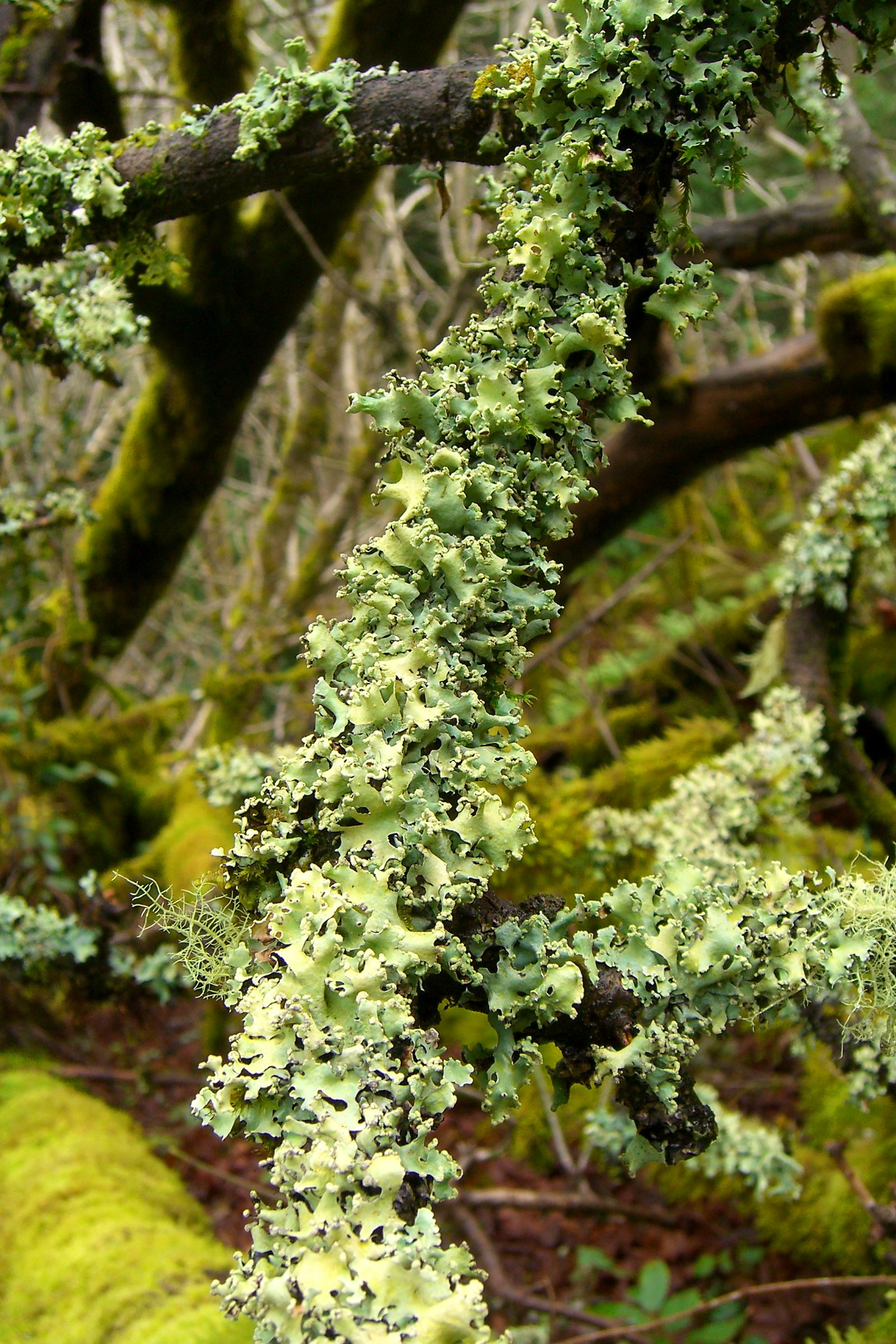